# Dominic Polcino
Dominic Polcino est un réalisateur et animateur américain principalement connu pour son travail sur les séries télévisées Les Simpson, Les Rois du Texas et Les Griffin. Son frère Michael Polcino est actuellement réalisateur pour Les Simpson.

## Filmographie

### Réalisateur

#### PourLes Simpson
| Année | Titre                  | Titre original               | Saison | Épisode | Scénariste     |
| ----- | ---------------------- | ---------------------------- | ------ | ------- | -------------- |
| 1995  | Bombinette Bob         | Sideshow Bob's Last Gleaming | 7      | 9       | Spike Feresten |
| 1996  | Bart chez les dames    | Bart After Dark              | 8      | 5       | Richard Appel  |
| 1997  | Un chien de ma chienne | The Canine Mutiny            | 8      | 20      | Ron Hauge      |
| 1997  | Le Saxe de Lisa        | Lisa's Sax                   | 9      | 3       | Al Jean        |
| 1997  | Fou de foot            | Bart Star                    | 9      | 6       | Donick Scully  |
| 1998  | Pour l'amour de Moe    | Dumbbell Indemnity           | 9      | 16      | Ron Hauge      |
| 1998  | La Graisse antique     | Lard of the Dance            | 10     | 1       | Jane O'Brien   |

#### Autre
- 1998-2005 : Les Rois du Texas (15 épisodes)
- 1999-2011 : Les Griffin (8 épisodes)
- 2000 : Mission Hill (1 épisode)
- 2009 : Lovesick Fool (aussi scénariste et acteur)
- 2017 : Rick et Morty

### Animateur
- 1990-1998 : Les Simpson (11 épisodes)
- 1991 : Les Razmoket (4 épisodes)

### Storyboardeur
- 1991-1996 : Les Simpson (4 épisodes)
- 1998-2002 : Les Rois du Texas (2 épisodes)
- 2000 : Mission Hill (1 épisode)
- 2009 : The Cleveland Show (1 épisode)
- 2012 : Les Griffin (1 épisode)